# Cabañas (departamento)
Cabañas é um departamento de El Salvador, cuja capital é a cidade de Sensuntepeque.

## Municípios
1. Cinquera
2. Dolores
3. Guacotecti
4. Ilobasco
5. Jutiapa
6. Sensuntepeque
7. San Isidro
8. Tejutepeque
9. Victoria